# Chrenová
Chrenová je městská část Nitry ležící v její jihovýchodní části. Je zde výstaviště Agrokomplex. V roce 2020 měla Chrenová 15 055 obyvatel.

## Historie
Městská část Chrenová vznikla v roce 1960 přičleněním stejnojmenné obce (ta se do roku 1945 jmenovala Tormoš) k Nitře. Koncem 60. let 20. stol. bylo asanováno několik stovek rodinných domů a začalo se s výstavbou tehdy největšího nitranského sídliště Chrenová.
První písemná zmínka o obci Tormoš pochází z roku 1248, kdy byla zmíněna v listině krále Bely IV. jako osada Teremus, v roce 1271 jako pak jako Tremos. Ve 13. století byl západně od obce postaven menší hrad, který byl roku 1465 zničen při válečném tažení krále Matyáše. V roce 1663 byla obec napadena Turky, poklady kostela byly odvezeny na Nitranský hrad. V roce 1678, během války za nezávislost vedené pod vedením Imre Thökölyho, byla obec zpustošena kuruckými a tureckými vojsky. Obyvatelé obce se zabývali převážně zemědělstvím.

## Části Chrenové
- Chrenová I. - 1965-1970 (oblast od řeky Nitry po Třídu A. Hlinky a Chrenovskou ul.)
- Chrenová II. - 1970-1972 (oblast od Třídy A. Hlinky po Výstavní, Dlhou a Akademickou ul.)
- Chrenová III. - 1972-1974 (oblast od Výstavní ul. po Dlhou ul. a Výstaviště Agrokomplex)
- Chrenová IV. (oblast od Dlhé ul. a Třídy A. Hlinky po Levickou ul.)
- Stará Chrenová (oblast od Chrenovské a Levické ul. směrem na severovýchod)